# Wspólnota administracyjna Weischlitz
Wspólnota administracyjna Weischlitz (niem. Verwaltungsgemeinschaft Weischlitz) − dawna wspólnota administracyjna w Niemczech, w kraju związkowym Saksonia, w okręgu administracyjnym Chemnitz, w powiecie Vogtland. Siedziba wspólnoty znajdowała się w miejscowości Weischlitz. 1 stycznia 2017 wspólnotę rozwiązano a gmina Reuth została przyłączona do gminy Weischlitz stając się jej dzielnicą.
Wspólnota administracyjna zrzeszała dwie gminy wiejskie: 
- Reuth
- Weischlitz